# Пуэрко
Пуэрко (англ. Puerco River) — река на северо-западе штата Нью-Мексико и на северо-востоке Аризоны, США. Крупнейший приток реки Литл-Колорадо. Площадь бассейна составляет около 6870 км²; длина — около 269 км. Расход воды обычно крайне низок, менее 2 м³/с.
Берёт начало на западном склоне Американского континентального водораздела, в округе Мак-Кинли, штат Нью-Мексико. В верхнем течении течёт сперва на север, а затем на запад, протекая через бесплодную пустынную долину со скалистыми и каменистыми склонами. Далее течёт преимущественно в юго-западном направлении. Впадает в Литл-Колорадо недалеко от городка Холбрук, штат Аризона. Высота устья — 1555 м над уровнем моря.
Пуэрко испытала одну из крупнейших радиоактивных утечек в истории США. 16 июля 1979 года около 380 000 м³ радиоактивной воды, содержащей уран, попали в верховья реки из хранилищ на урановом руднике. Около 1000 т урановых отходов загрязнили территорию в 100 га и участок реки длиной в 80 км.